# Slot Meseberg
Het barokke Slot Meseberg (Duits: Schloss Meseberg) in de Duitse deelstaat Brandenburg is een gastenhuis van de Duitse regering. Het bevindt zich ongeveer 70 kilometer ten noorden van Berlijn in Meseberg, een deelgemeente van de stad Gransee. Het gebouw ligt direct aan de Huwenowsee.
Het landgoed Meseberg behoorde vanaf de 16e eeuw aan de familie Groeben. Het vorige landhuis brandde in 1721 helemaal af. In 1723 trouwde de erfdochter Dorothea Groeben met graaf Hermann von Wartensleben. In de jaren 1736 - 1739 lieten ze het huidige kasteel bouwen. Na hun dood werd Meseberg gekocht door prins Hendrik van Pruisen, die het schonk aan zijn bij koning Frederik II van Pruisen in ongenade gevallen graaf Christan Ludwig von Kaphengst. Een latere bewoner was Gotthold Ephram Lessing, lid van de Rijksdag.